# Marktbefestigung Pleinfeld

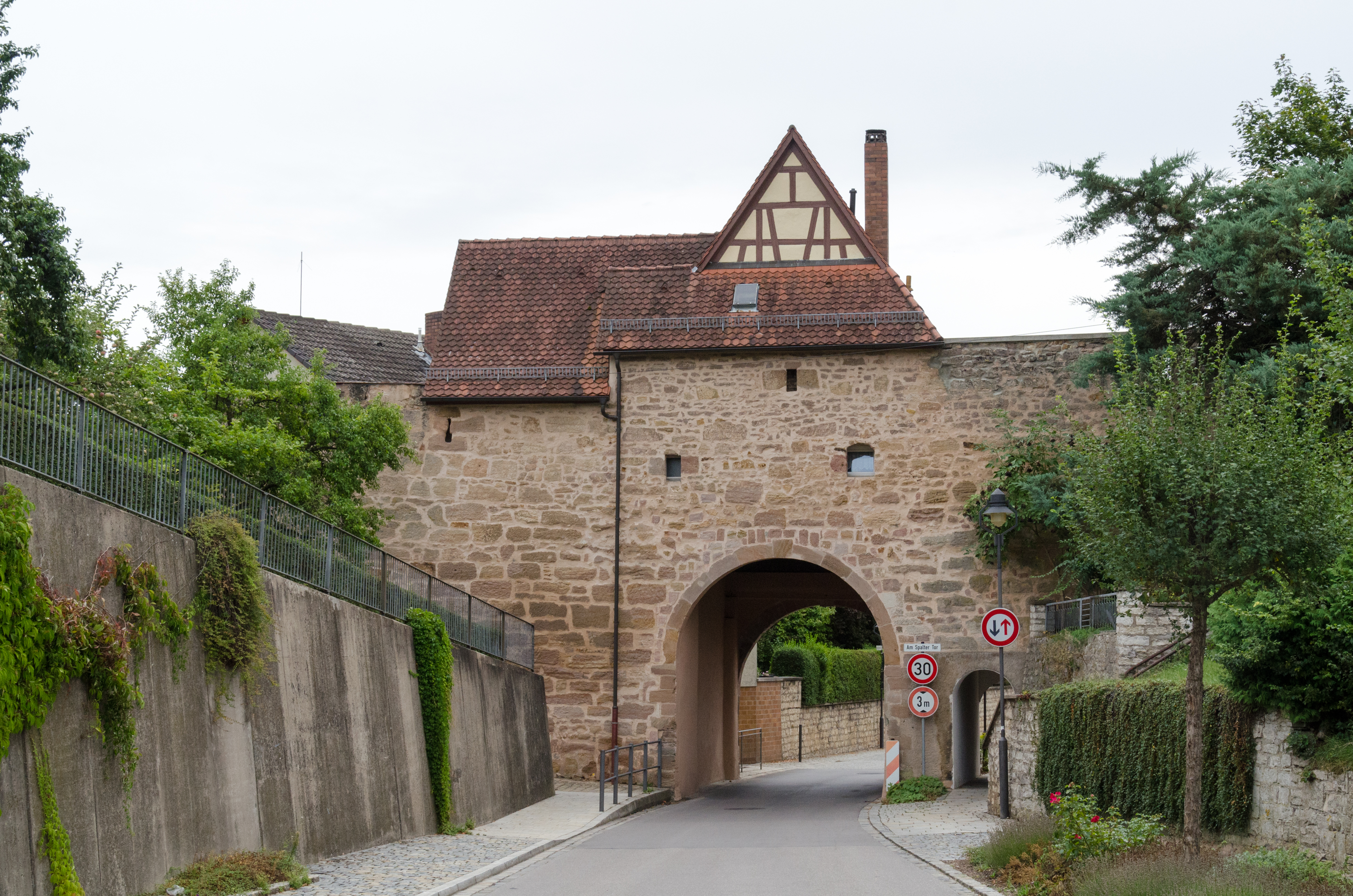
Die Stadtmauer an der Stirner Straße mit Tordurchlass

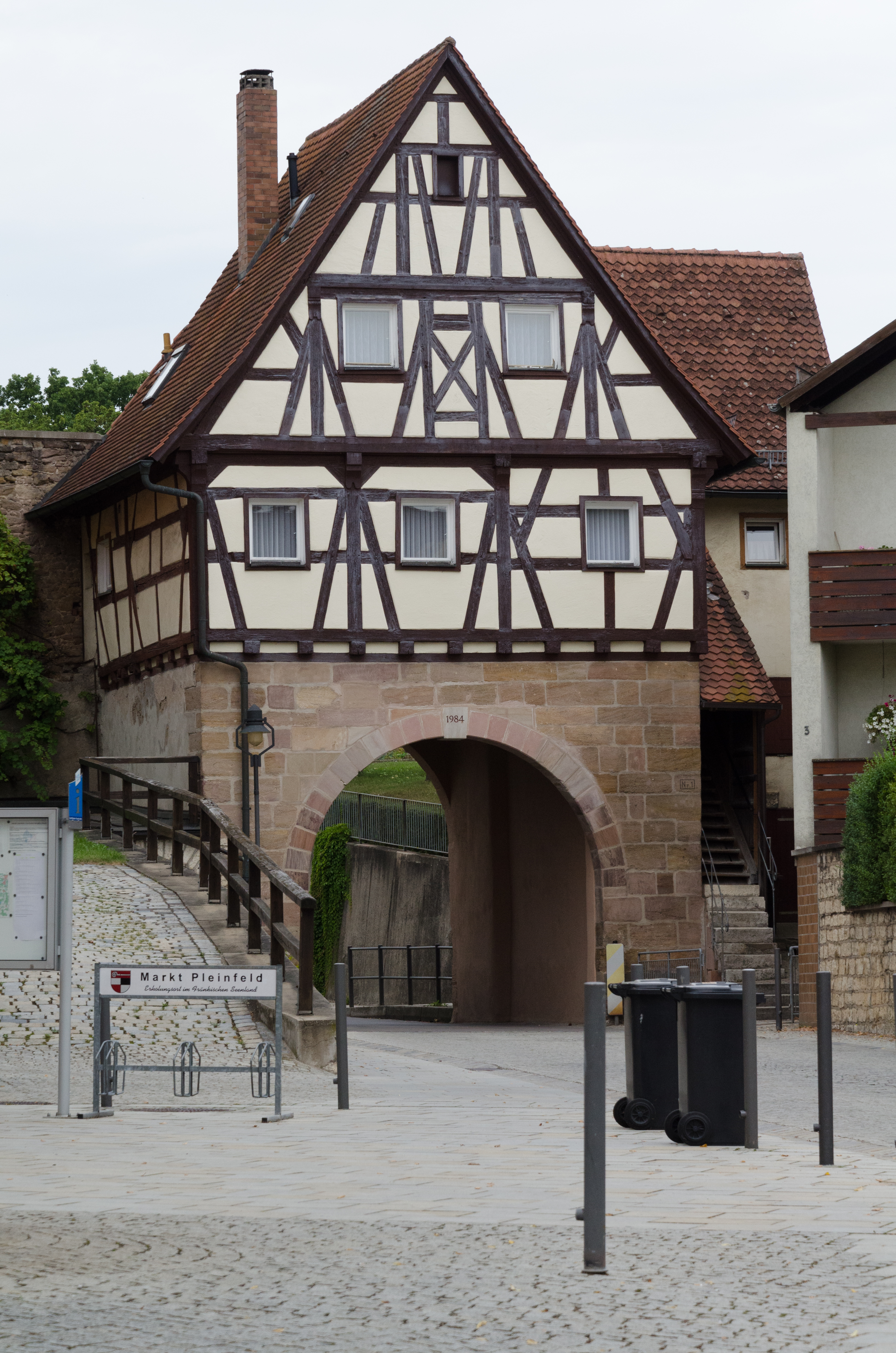
Das Spalter Tor als einziges erhaltenes Stadttor Pleinfelds

Die Marktbefestigung des Marktes Pleinfeld im mittelfränkischen Landkreis Weißenburg-Gunzenhausen  besteht aus der frühneuzeitlichen Stadtmauer mit Torbauten. Die Befestigung ist mit der Denkmalnummer D-5-77-161-1 als Baudenkmal und als Bodendenkmal (Nummer: D-5-6831-0164) in die Bayerische Denkmalliste eingetragen.

## Geschichte
Pleinfeld – ersturkundlich 770/780 erwähnt – entwickelte sich östlich der Schwäbischen Rezat. Im Laufe des Mittelalters und der Frühen Neuzeit verlagerte sich der Siedlungskern auf die Fläche westlich der Rezat. 1483 wurde Pleinfeld das Marktrecht verliehen und es entstand im neuen Siedlungskern der Marktplatz. Um den Ort und seinen Markt zu schützen, erhielt Pleinfeld drei Jahre später im Jahr 1486 das Recht, eine Befestigung zu errichten. Die Einsprüche der Markgrafen von Brandenburg-Ansbach, der Nürnberger Burggrafen und der Freien Reichsstadt Weißenburg verursachten eine erhebliche Verzögerung der Ummauerung, die wahrscheinlich erst gegen 1540 begonnen wurde. Die Bayerische Denkmalliste gibt eine Erbauungszeit zwischen 1548 und 1568 an.

## Beschreibung

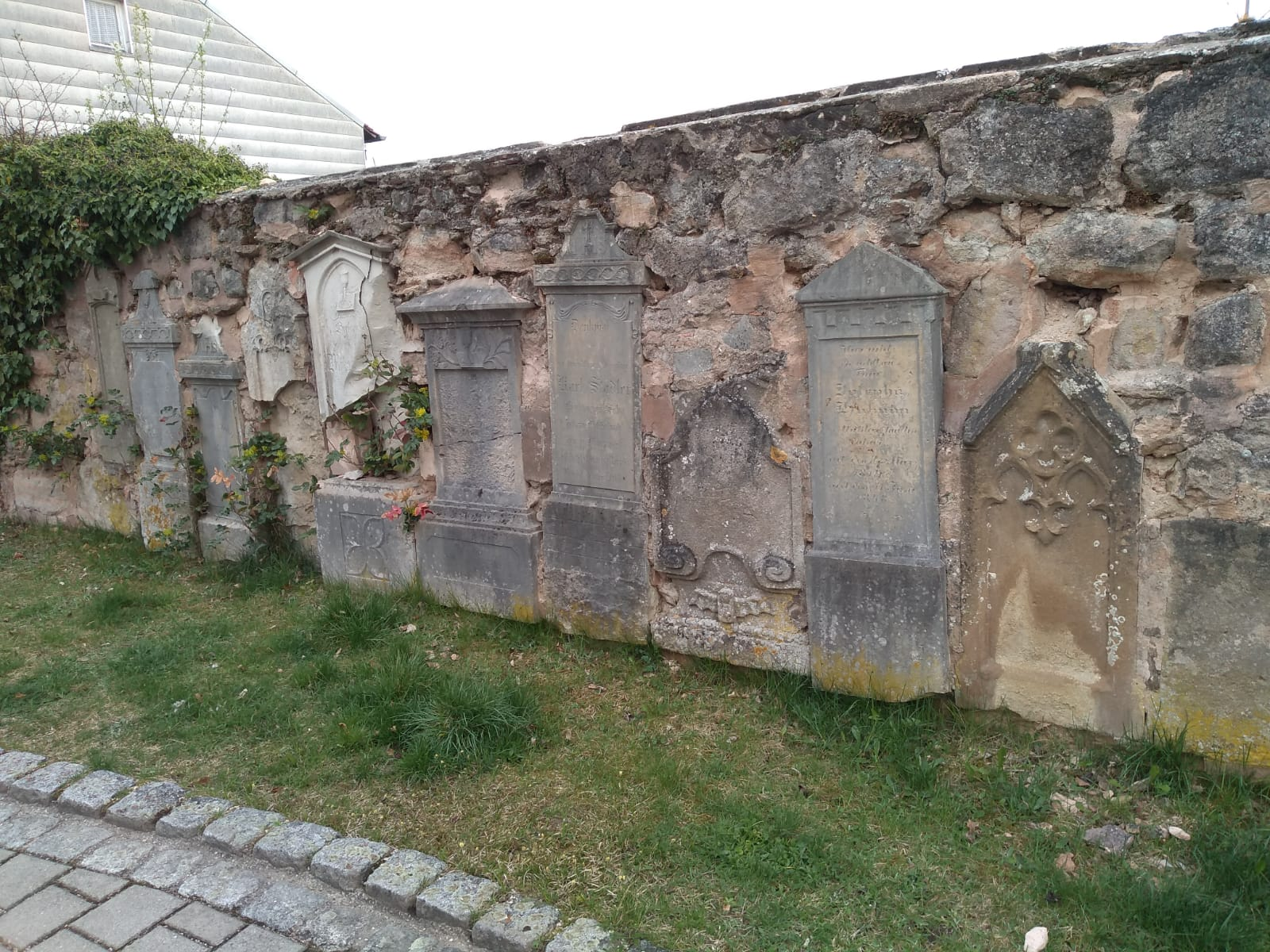
In die Mauer eingelassene Grabsteine am Alten Friedhof

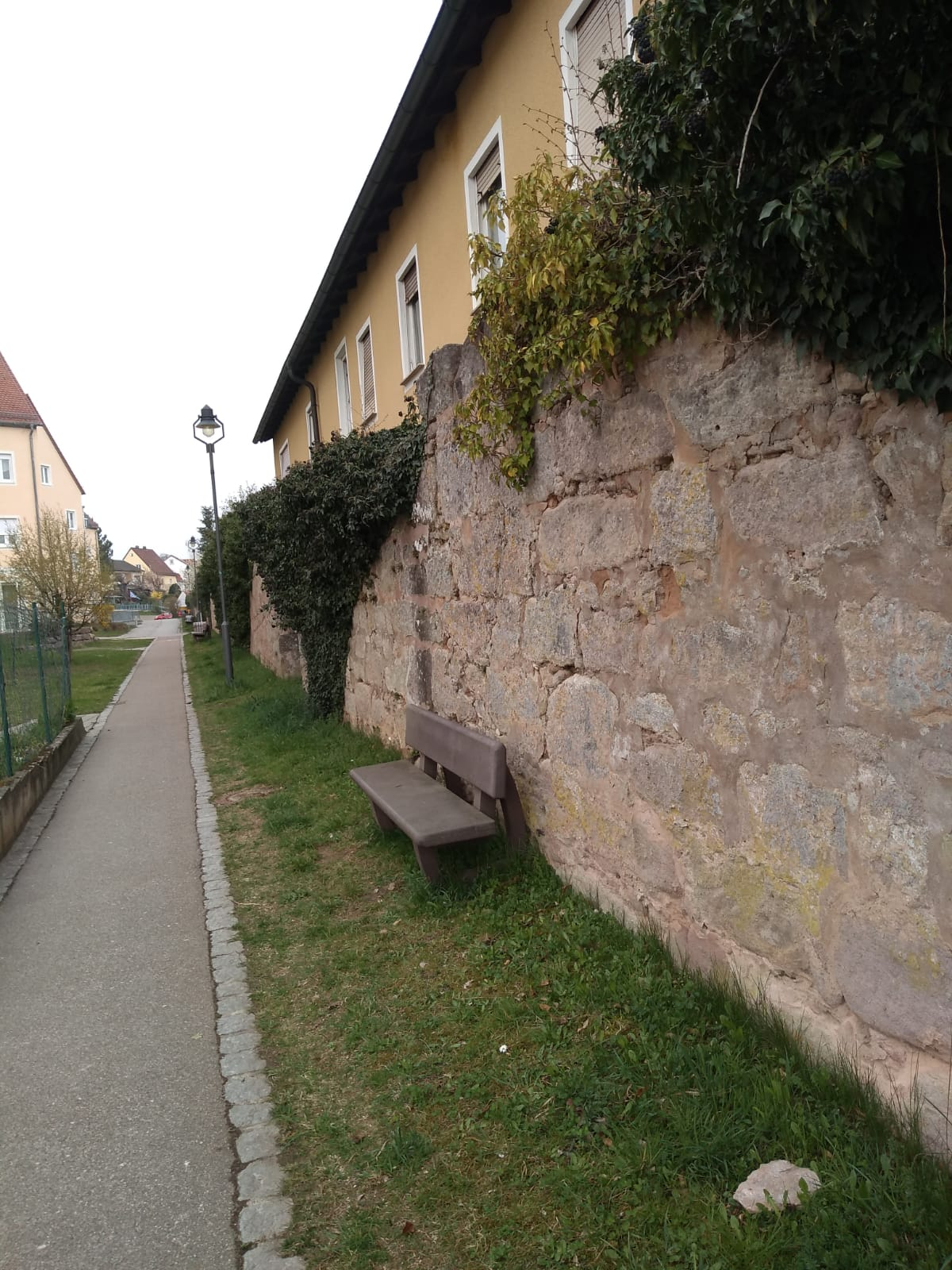
Stadtmauerpartie entlang des Höbachwegs

Die Quadermauerwerk wurde zwischen 1548 und 1568 angelegt, besteht teilweise aus Bruchstein und hatte weder Wehrgang noch Wachtürme. Der heutige Erhaltungszustand reicht von Kellerweg 9 südwestlich bis Spalter Tor 1 und Zug längs der Straße An der Mauer bis kurz vor der Talsenke. Vor allem an der Nordseite ist die Mauer größtenteils nicht mehr erhalten.
Als Torbauwerke entstanden drei Tore: das Spalter Tor im Nordwesten, das Nürnberger Tor (im 19. Jahrhundert abgebrochen) im Nordosten an der Mühlstraße und das Veiter Tor (wurde 1972 abgebrochen) im Süden an der Oberen Torstraße. Die Ummauerung umgibt den Ortskern nur auf der Nord-, West- und Südseite; die Ostseite wurde durch die Schwäbische Rezat als natürliche Grenze geschützt. Der eigentlich deutlich ältere Siedlungskern östlich des Flusses bekam keine Ummauerung. In neuerer Zeit entstand je ein Durchlass durch die Mauer hinter dem Kirchenplatz und oberhalb des Rathauses. Hinter der Nikolauskirche befand sich entlang der Mauer der Alte Friedhof; in die Ummauerung eingelassene Grabsteine zeugen davon.
Die Ummauerung wurde als Außenmauer einiger später errichteter Gebäude genutzt: das Feuerwehrhaus in der Seilergasse, das Kolpingheim am Kirchenplatz und mehrere Wohngebäude am Kellerweg und Höbachweg.